# Curtisia dentata
Curtisia dentata (Burm.f.) C.A.Sm., 1951 è una pianta angiosperma dell'ordine Cornales. È l'unica specie nota del genere Curtisia Aiton, 1789 e della famiglia Curtisiaceae (Harms) Takht., 1987.